# Rehab (Quiet Riot)
Rehab è l'undicesimo album in studio della heavy metal band statunitense Quiet Riot, pubblicato il 3 ottobre 2006 per l'Etichetta discografica Demolition Records.

## Il disco
Durante il periodo della nuova riunione, è diventato sempre più difficile tenersi al corrente di tutti i musicisti che hanno militato nei Quiet Riot nel corso degli anni, e che recentemente continuano a cambiare più frequentemente. Questo Rehab del 2006, include il cantante Kevin DuBrow ed il batterista Frankie Banali già vecchie conoscenze e unici sopravvissuti dell'epoca d'oro, mentre notiamo i nuovi entrati Neil Citron alla chitarra (ex Lana Lane) e Tony Franklin al basso (ex Blue Murder, The Firm, Lana Lane e molti altri). Con sorpresa quindi vediamo l'assenza del veterano Carlos Cavazo, rimasto fedele chitarrista della band per oltre 22 anni, proprio in sostituzione a quel Randy Rhoads, poi ricordato come tra i più grandi guitar heroes della storia. Cavazo infatti non venne misteriosamente incluso nel progetto della nuova riunione del 2005, intraprendendo poi altri progetti.
Malgrado il costante cambio di membri, il gruppo trasmette ancora stile e sonorità grintose, con un DuBrow ancora in ottima forma. Nonostante l'album sia stato ben accolto dalla critica, non presenta le classiche sonorità in stile Quiet Riot, ciò è confermato dall'assenza di Carlos Cavazo, che aveva donato alla band uno stile inconfondibile, oggi ormai distinto. Le sonorità si presentano più moderne, ma comunque fresche e apprezzabili, che fanno di questo Rehab uno degli album meglio accolti della loro carriera. La opener "Free" conferma che la voce di DuBrow è identica a quella del periodo di successo, "South of Heaven" si rifà a uno stile Led Zeppelin-iano, mentre partecipa straordinariamente all'album anche l'ex-Deep Purple Glenn Hughes, che da una mano nel songwiriting di "Blind Faith", e presta la sua incredibile voce in duetto con DuBrow nella reinterpretazione degli Spooky Tooth "Evil Woman".

## Tracce
1. Free (DuBrow, Grossi) 4:04
2. Blind Faith (Banali, Citron, DuBrow, Hughes) 3:23
3. South of Heaven (DuBrow, Lardie) 5:42
4. Black Reign (DuBrow) 4:48
5. Old Habits Die Hard (Banali, Citron, DuBrow, Hughes) 6:17
6. Strange Daze (DuBrow, Grossi) 4:15
7. In Harms Way (Banali, Citron, DuBrow, Hughes) 4:31
8. Beggars and Thieves (DuBrow, Lardie) 6:38
9. Don't think (Banali, Citron, DuBrow) 4:51
10. It Sucks to be You (DuBrow) 4:00
11. Evil Woman (Weiss) 8:49 (Spooky Tooth Cover)
12. Wired to the Bone

## Formazione
- Kevin DuBrow - voce
- Neil Citron - chitarra
- Tony Franklin - basso
- Frankie Banali - batteria

### Altri Musicisti
- Glenn Hughes - voce nella traccia 11
- Michael Fell - armonica nella traccia 3
- Bob Carpenter - organo e piano nelle tracce 5, 8, 11, basso
- Andrea Robinson - cori nella traccia 5